# Paul-Amédée-Marie Goubaux
Paul-Amédée-Marie Goubaux, francoski general, * 1880, † 1957.